# Lacuna Coil
Lacuna Coil je talijanski gothic metal-sastav, osnovan 1994. godine. Sviraju melodični gothic metal, obogaćen tipičnom talijanskom melodioznošću.  Većinu pjesama izvode na engleskom, dok nekoliko pjesama izvode i na talijanskom jeziku. 
Njihov stil nije tipični izvorni gothic metal.
Prije sadašnjeg naziva Lacuna Coil se nazivala Sleep of Right i Ethereal. Njihova je glazba pod znatnim utjecajem gothic metala a kao svoje glazbene uzore navode Paradise Lost, Tiamat, Anathema, Septic Flesh, Black Sabbath, Type O Negative, Imago Mortis, Depeche Mode. Nastupali su na nekim od najvećih heavy metal festivala uključujući Ozzfest, Bloodstock Open Air i Wacken Open Air.

## Povijest sastava
Andrea i Marco osnovali su Sleep of Right, no ubrzo su promijenili ime u Ethereal i potpisali ugovor s Century Media krajem 1997. Nakon što su saznali da je ime Ethereal zauzeto promijenili su ime u Lacuna Coil što znači „prazna spirala“.
Godine 2000. snimaju EP zvan "Halflife" te godinu dana kasnije objavljuju album Unleashed Memories, nakon čega slijedi vrlo uspješan album Comalies, objavljen 2002. godine. Godinu kasnije prvi singl s albuma, "Heaven's a Lie", privukao je publiku svojim odličnim pozicijama na top ljestvicama. Drugi singl, "Swamped", korišten je i u videoigri "Vampire: The Masquerade – Bloodlines", nakon čega su snimljeni spotovi za obje pjesme.
Do godine 2004., Comalies je postao najprodavaniji nosač zvuka u povijesti izdavačke kuće Century Media.
U 2006. izašao je novi album Karmacode a njegov prvi singl "Our Truth" za koji postoji glazbeni spot postao je jedna od pjesama za film Underworld: Evolution, a spot je veliki hit na MTV-u.
Lacuna Coil je sudjelovala u brojnim turnejama povodom izlaska Karmacoda, a samo neke su Jägermeister Music Tour i turneja zajedno s Within Temptationom i The Gatheringom zvana The Hottest Chicks in Metal Tour 2007.
U listopadu 2007. sastav je po prvi put nastupao u Japanu na Loudpark Festivalu 07 i Saitama Super Areni u Saitama City.
Svoj najnoviji album Shallow Life objavili su 20. travnja 2009.

## Članovi
- Cristina Scabbia – ženski vokal (alt)
- Andrea Ferro – muški vokal (tenor)
- Cristiano "Pizza" Migliore – gitara
- Marco "Maus" Biazzi – gitara
- Marco Coti Zelati – bas-gitara i klavijatura
- Cristiano "Criz" Mozzati – bubnjevi

Bivši članovi
- Raffaele Zagaria – gitara
- Claudio Leo – gitara
- Leonardo Forti – bubnjevi

## Diskografija
Studijski albumi
- In a Reverie (1999.)
- Unleashed Memories (2001.)
- Comalies (2002.)
- Karmacode (2006.)
- Shallow Life (2009.)
- Dark Adrenaline (2012.)
- Broken Crown Halo (2014.)
- Delirium (2016.)
- Black Anima (2019.)
- Sleepless Empire (2025.)

EP-ovi
- Lacuna Coil (1998.)
- Halflife (2000.)
- Shallow Live: Acoustic at Criminal Records (2010.)

Singlovi
- "Heaven's a Lie" (2002.)
- "Swamped" (2004.)
- "Our Truth" (2006.)
- "Enjoy the Silence" (2006.)
- "Closer" (2006.)
- "Within Me" (2007.)
- "Spellbound" (2009.)
- "I Like It" (2009.)
- "I Won't Tell You" (2009.)

## Vanjske poveznice
- Službena stranica
- Službeni fan site